# Locus Solus
Locus Solus és una novel·la de l'escriptor francès Raymond Roussel publicada en volum el gener de 1914 per Alphonse Lemerre, precedida d'una prepublicació en fulletó des del 6 de desembre de 1913 a Le Gaulois du dimanche.

## Resum
Martial Canterel, científic i inventor, convida els seus col·legues a visitar la seva finca – una vil·la i un gran parc – anomenat « Locus Solus » Hi descobreixen creacions complexes i estranyes, entre les quals un enorme diamant de vidre omplert d'aigua i contenint una ballarina, un gat sense pèl, i el cap encara viu de Danton. En un dels capítols més llargs de la novel·la, Canterel presenta als seus convidats una sèrie de vuit quadres vius escenificant individus presoners en immenses gàbies de vidre. Més endavant, es descobreix que estan de fet morts però ressuscitats gràcies a un sèrum, la résurrectine, inventat per Canterel i que reprodueixen moments remarcables de la seva existència. Havent completat la volta a la finca, els convidats tornen a la vil·la per sopar-hi

### Anàlisi
El títol d'aquesta novel·la és un joc de paraules sobre els substantius nominatius llatins locus (el lloc) i solus (sol, únic). El «lloc únic» com sentit aquí, és aquell de la paraula (loquere), del solipsisme solar que emana des de cada creació exposada al jardí i traduïda per boca de Martial (al·lusió al poeta llatí) Canterel (el Kantor, el mestre de capella, el contista, etc.). És també el nom d'un lloc que existeix i que sembla haver inspirat Roussel : l'any 1989, és trobada en un guarda-mobles, un bagul que contenia l'arxiu de l'autor on hi havia la foto d'un portal amb una placa marcada « Locus Solus » ; Jean-Michel Othoniel dugué a terme a continuació una recerca que mostrà que la vil·la existeix encara del costat de Montmorency.
Per redactar aquesta novel·la, Roussel va utilitzar, entre d'altres, i com a base del seu procediment, el Dictionnaire national de Louis-Nicolas Bescherelle.
El motiu literari la finca habitada per un científic i poblada de criatures i invents estranys és ja present a l'Illa del doctor Moreau d'H.G. Wells (1896). S'ha ressaltat igualment la influència d'una fantasia de l'estil de Jules Verne, que Roussel coneixia bé i amb qui s'havia trobat l'any 1899 a Amiens.

### Edicions modernes
- Raymond Roussel. Locus Solus. Gallimard, 1963, p. 320. ISBN 978-2-070-36550-0., réédité dans la collection « Folio » (no 550)
- Raymond Roussel. Locus Solus. Jean-Jacques Pauvert, 1977, p. 300. ISBN 978-2-720-20185-1.
- Raymond Roussel. Locus Solus. Gallimard, 1990, p. 268 (L'Imaginaire). ISBN 978-2-070-71886-3.
- Raymond Roussel. Locus Solus. Garnier-Flammarion, 2005, p. 334. ISBN 978-2-080-71223-3., introduction et notes de Tiphaine Samoyault

### Traduccions al català
- Locus Solus. Traducció de Joaquim Sala-Sanahuja. Palma (Mallorca): Centre d'études Raymond Roussel - Lleonard Muntaner Editor, 2012.[6]

### Crítica i anàlisi
- Jean Ferry. Une étude sur Raymond Roussel. Arcanes, 1953, p. 216. Jean Ferry1953.
- Philippe G. Kerbellec. Comment lire Raymond Roussel : Cryptanalyse. Jean-Jacques Pauvert, 1988, p. 264. Philippe Kerbellec1988. ISBN 978-2-876-97035-9.
- Pierre Bazantay. Raymond Roussel, perversion classique ou invention moderne. Presses Universitaires de Rennes, 1993, p. 282. ISBN 2-86847-081-5.
- Pierre Bazantay. Petit dictionnaire de « Locus Solus ». Rodopi, 1993, p. 127. ISBN 978-9-051-83493-2.
- Annie Le Brun. Vingt mille lieux sous les mots, Raymond Roussel. Jean-Jacques Pauvert, 1994, p. 358. Annie Le Brun1994. ISBN 978-2-720-21355-7.
- François Caradec. Raymond Roussel. Fayard, 1997, p. 456. François Caradec1997. ISBN 978-2-213-59815-4.